# Parisian Redheads
Die Parisian Redheads waren eine Frauen-Bigband der 1920er Jahre. Sie wurden in Indianapolis vom Theateragenten Charlie Green zusammengestellt und bestanden überwiegend aus klassisch ausgebildeten Musikerinnen.
Der Name der Gruppe nimmt Bezug auf Paris in Indiana. 1927 wurden sie als The worlds greatest girl band angekündigt. Sie waren eine Territory Band mit Basis in Indiana. Höhepunkt ihrer Auftritte war das Times Square Palace Theater in New York City, in dem sie 1928 und 1929 auftraten (1929 gleichzeitig mit den Marx Brothers). Zur selben Zeit mussten sie aus rechtlichen Gründen ihren Namen in Bricktops ändern, da eine Klage von Babe Egan and her Hollywood Redheads (die auch als Twelve Vampires auftraten) drohte.
Sängerin war Bobby Grice. Zur Besetzung gehörte Lillian Adams (1907–2000) an der Trompete.
Einige der Musikerinnen waren später im All Girl Orchestra von Phil Spitalny.
Von ihnen existiert eine Aufnahme 1928 bei Brunswick (I think of you, I still love you).